# Baron Verulam
Baron Verulam ist ein erblicher britischer Adelstitel, der einmal in der Peerage of England und einmal in der Peerage of Great Britain geschaffen wurde.

## Verleihungen
In erster Verleihung wurde am 11. Juli 1618 der Titel Baron Verulam, of Verulam in the County of Hertford, in der Peerage of England für den Staatsmann und Philosophen Sir Francis Bacon geschaffen. Am 27. Januar 1621 wurde er auch, ebenfalls in der Peerage of England, zum Viscount St. Albans erhoben. Beide Titel erloschen mit seinem Tod 1626.
In zweiter Verleihung wurde am 8. Juli 1790 der Titel Baron Verulam, of Gorhambury in the County of Hertford, in der Peerage of Great Britain für James Grimston, 3. Viscount Grimston geschaffen. 1773 hatte er bereits von seinem Vater die Titel Viscount Grimston und Baron Dunboyne, geerbt die 1719 in der Peerage of Ireland für seinen Großvater geschaffen worden waren, und außerdem die Luckyn Baronetcy, of Little Waltham in the County of Essex, die 1629 in der Baronetage of England für seinen Vorfahren William Luckyn geschaffen worden war. Sein Sohn der 4. Viscount wurde am 24. November 1815 in der Peerage of the United Kingdom auch zum Earl of Verulam und Viscount Grimston erhoben.

## Liste der Barone Verulam

### Barone Verulam, erste Verleihung (1618)
- Francis Bacon, 1. Viscount St. Albans, 1. Baron Verulam (1561–1626)

### Barone Verulam, zweite Verleihung (1790)
- James Grimston, 3. Viscount Grimston, 1. Baron Verulam (1747–1808)
- James Grimston, 1. Earl Verulam, 2. Baron Verulam (1775–1845)
- James Grimston, 2. Earl of Verulam, 3. Baron Verulam (1809–1895)
- James Grimston, 3. Earl of Verulam, 4. Baron Verulam (1852–1924)
- James Grimston, 4. Earl of Verulam, 5. Baron Verulam (1880–1949)
- James Grimston, 5. Earl of Verulam, 6. Baron Verulam (1910–1960)
- John Grimston, 6. Earl of Verulam, 7. Baron Verulam (1912–1973)
- John Grimston, 7. Earl of Verulam, 8. Baron Verulam (* 1955)

Titelerbe (Heir apparent) ist der Sohn des aktuellen Titelinhabers James Grimston, Viscount Grimston (* 1978). Dessen Titelerbe ist dessen Sohn John Grimston (* 2010).